# Fujifilm X-Pro2

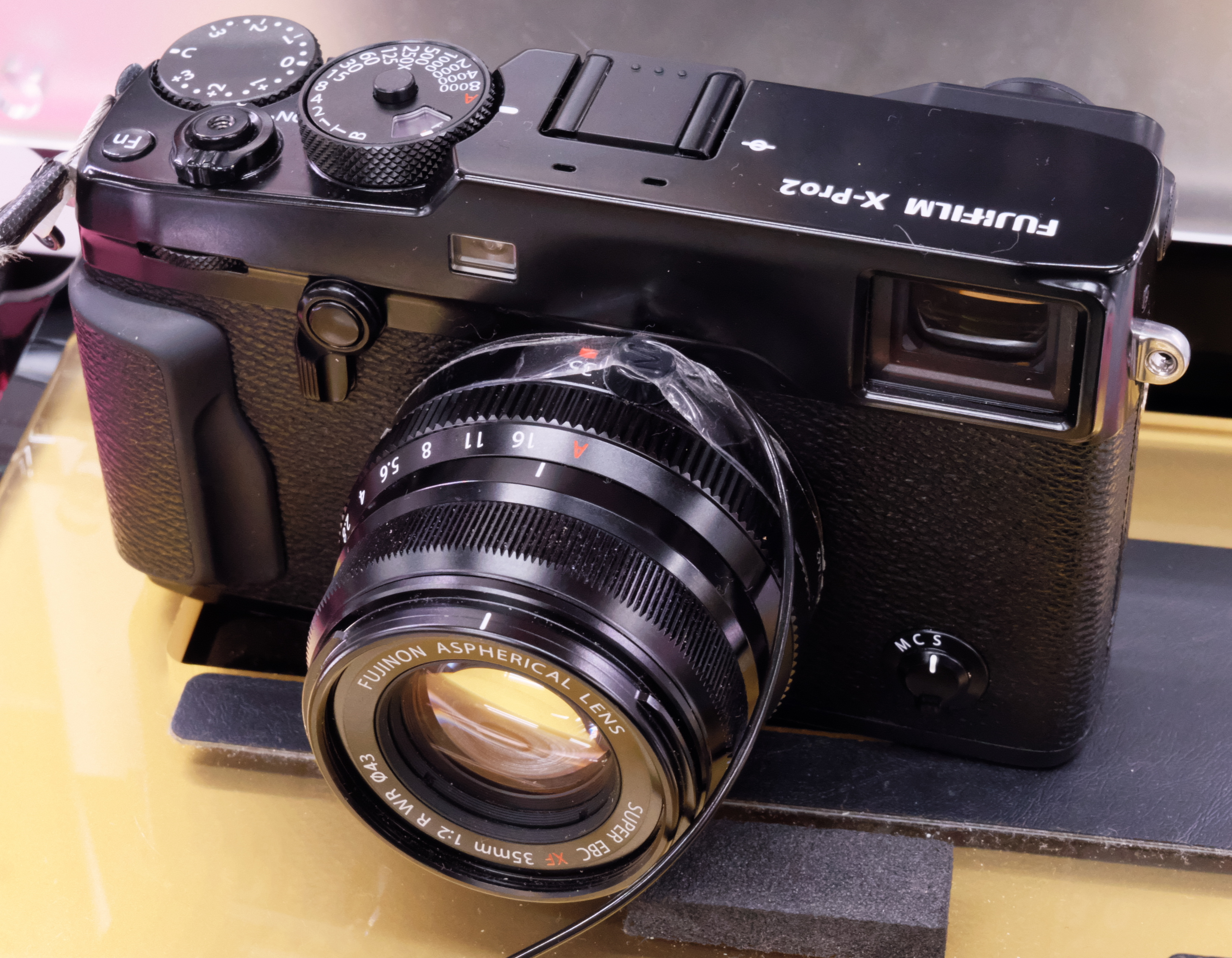
X-Pro2 c объективом 35 f/2

Fujifilm X-Pro2 — беззеркальный цифровой фотоаппарат компании Fujifilm. Многие характеристики аппарата схожи с X-T2, но в отличие этой камеры, внешний вид X-Pro2 выполнен в стиле классических дальномерных фотоаппаратов. Аппарат поступил в продажу в марте 2016.

## Основные характеристики
X-Pro2 поддерживает сменные объективы с байонетом X. Основные особенности камеры:
- 24-мегапиксельная КМОП-матрица формата APS-C (кроп-фактор 1.5) собственной разработки (технология X-Trans третьего поколения)
- гибридный видоискатель, совмещающий возможности оптического и цифрового видоискателей
- 273 точки фокусировки (из них 169 точек, покрывающих 40 % кадра — фазовые), существенно расширены возможности настройки следящего автофокуса
- скорость серийной съемки — 8 к/с
- два слота для карт памяти формата SD UHS-I/UHS-II
- диапазон ISO 200 ~ 12800, с возможностью расширения до 100 ~ 51200 и поддержкой Auto ISO
- диапазон выдержек от 30 сек до 1/8000 сек (при использовании электронного затвора — до 1/32000 сек). Выдержка синхронизации 1/250 сек